# Nyomtató Enikő
Nyomtató Enikő (Sepsiszentgyörgy, 1988. június 9. –) magyar színésznő.

## Életpályája
Sepsiszentgyörgyön született, 1988. június 9-én. Gyermekkorát Szentivánlaborfalván töltötte. Szülővárosa Művészeti Líceumában érettségizett. 2012-ben indult az Erdély hangja tehetségkutatón, ahol a döntőbe jutott. Színészi diplomáját 2013-ban kapta meg a Marosvásárhelyi Művészeti Egyetemen. 
Tasnádi Csaba hívására került Nyíregyházára, 2013-2022 között a Móricz Zsigmond Színház társulatának tagja volt. 2019-ben alakult meg a swing-korszak dalait népszerűsítő Orpheum Madams, amelynek rövid ideig egyik énekesnője volt.

## Fontosabb színházi szerepei
- Molière: Tudós nők... Heni
- Bohumil Hrabal: Túl zajos magány... Cigánylány
- Molnár Ferenc: Az ördög... Selyem Cinka
- Móricz Zsigmond: Pillangó... Maróti Mari
- Török Sándor: Ez az enyém... Jula (Bella, Vörös nő, Bolly Márta)
- Rejtő Jenő: Az ellopott futár... Rita Kamélia, Adrien, Maud
- Ábrahám Pál: Bál a Savoyban... Polette
- Huszka Jenő: Bob herceg... Annie
- Déry Tibor – Pós Sándor – Presser Gábor – Adamis Anna: Képzelt riport egy amerikai popfesztiválról... Juana
- Vajda Katalin – Fábri Péter: Anconai szerelmesek 2... Ginevra (Lucia és Luigi lánya)
- Tasnádi István: Finito... Szomszéd Mici
- Patricia Resnick – Dolly Parton: 9-től 5-ig... Margaret
- Thornton Wilder – Michael Stewart – Jerry Herman: Hello, Dolly!... Minnie Fay
- Galt MacDermot – James Rado – Gerome Ragni: Hair... Peggy
- Jimmy Roberts – Joe Dipietro: Ájlávju, de jó vagy, légy más... Nő 1.
- Grimm fivérek: Farkas vs. Piroska... Anya; Virág
- Lázár Ervin: A kisfiú meg az oroszlánok... Arabella, légtornász
- Tomku Kinga – Kazár Pál: Jonatán és a többiek... Málnácska
- Szálinger Balázs: A csillagszemű juhász... Kancellár

## Filmek, televízió
- Lélekpark (2021)... Rendőrségi dolgozó
- Szájhős.tv (2021)... Niki